# Ebrahim Patel

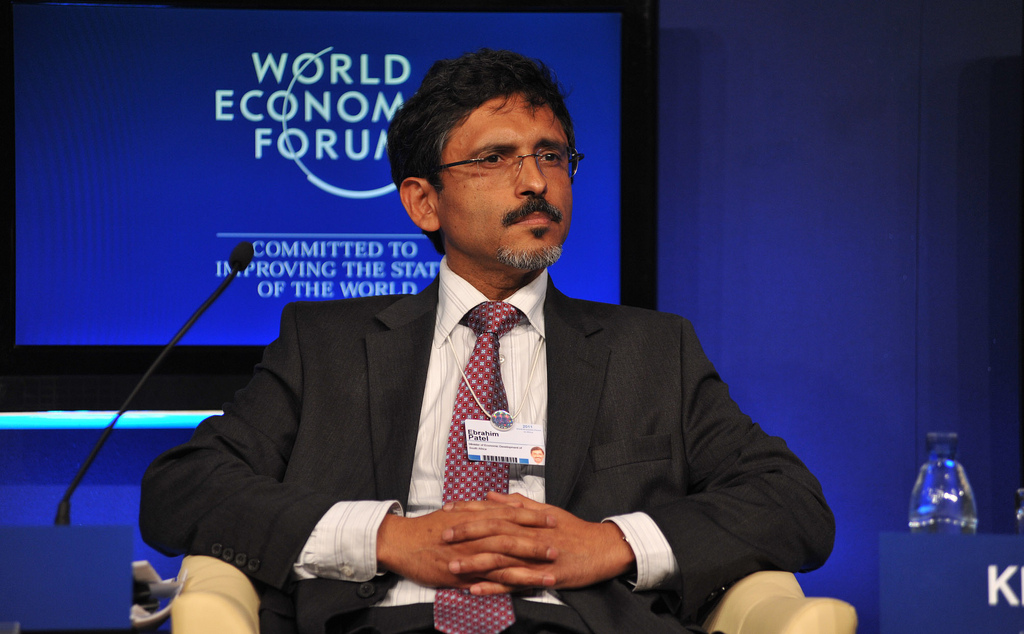
Patel beim Weltwirtschaftsforum 2011

Ebrahim Patel (* 1. Januar 1962 in District Six, Kapstadt) ist ein südafrikanischer Politiker der South African Communist Party (SACP) und seit Mai 2009 Minister für wirtschaftliche Entwicklung (Minister of Economic Development). 2019 wurde sein Ressort zu Economic Development, Reade and Industry erweitert.

## Leben
Ebrahim Patels Mutter war als Textilarbeiterin für das Einkommen der Familie verantwortlich. Patel legte 1979 an seiner High School als einer der landesweit zehn Besten das Matric ab. Er erhielt ein Stipendium, das ihm ein Studium ermöglichte. 1980 begann er an der University of the Western Cape seine Hochschulausbildung. In seiner Studienzeit leitete er zahlreiche Aktionen, unter anderem eine Boykottaktion gegen Nudelhersteller und 1980 eine landesweite Protestaktion von Studenten. Er wurde daraufhin inhaftiert und nach mehreren Monaten ohne Anklage freigelassen. Nach weiteren Anti-Apartheid-Aktionen im Jahr 1981 wurde er wegen Verstoßes gegen den Terrorism Act inhaftiert und später abermals ohne Anklage freigelassen. 1982 war er in der School of Economics der University of Cape Town als Forscher angestellt, wo er kurz darauf seinen Abschluss erwarb.
Er war weiterhin maßgeblich an Anti-Apartheid-Aktionen beteiligt, etwa als Teilnehmer an der Gründungsversammlung der United Democratic Front, wo er im Resolutions Committee wirkte. Auch nahm er an den Debatten teil, die zur Gründung des Gewerkschaftsbundes Cosatu führte. In der Folge war er als Generalsekretär der National Union of Textile Workers aktiv, die 1987 in der Amalgamated Clothing and Textile Workers Union of South Africa und 1989 in der Southern African Clothing and Textile Workers Union (SACTWU) aufging, deren Generalsekretär er ebenfalls wurde. 1993 war er an der Erstellung des Wahlprogramms des ANC zu den ersten freien Wahlen Südafrikas beteiligt.
Seit 1994 ist Patel Abgeordneter der Fraktion der Regierungspartei African National Congress (ANC) in der Nationalversammlung. Er gehörte dem Führungsgremium der Internationalen Arbeitsorganisation (ILO) an, wo er an zahlreichen Grundsatzprogrammen mitwirkte, etwa an der Global Employment Agenda und der Declaration on Social Justice for a Fair Globalisation.
Er wurde nach der Wahl von Jacob Zuma zum neuen Präsidenten Südafrikas von diesem am 10. Mai 2009 zum Minister für wirtschaftliche Entwicklung im Kabinett Zuma I ernannt. Das Amt wurde damals neu geschaffen. In dieser Zeit wurde er wie andere Minister von der Gupta-Familie zu privaten Treffen eingeladen, lehnte dies aber nach eigenen Angaben jeweils ab. Auch dem 2014 bis 2018 amtierenden Kabinett Zuma II gehörte Patel an. Cyril Ramaphosa berief ihn anschließend ebenfalls in sein Kabinett. Im 2019 gebildeten Kabinett Ramaphosa II wurde das Ministerium für Handel und Industrie aufgelöst, so dass Patel seither Minister of Economic Development, Trade and Industry ist.
2020 wollte Patel durch die Verwaltungsvorschrift, welche Kleidung trotz Beschränkungen verkauft werden darf, die Ausbreitung der COVID-19-Pandemie verhindern. Als ehemaliger Gewerkschafter kämpfte er gegen Großunternehmen und Kartelle, um den Reichtum des Landes fairer zu verteilen; als jetziger Handelsminister trägt er bei der Bevölkerung zu bürokratischen Richtlinien bei, die eine funktionierende Wirtschaft verhindern könnten.
Patel ist Muslim. Er ist verheiratet und hat drei Kinder.